# Alde Zaharra

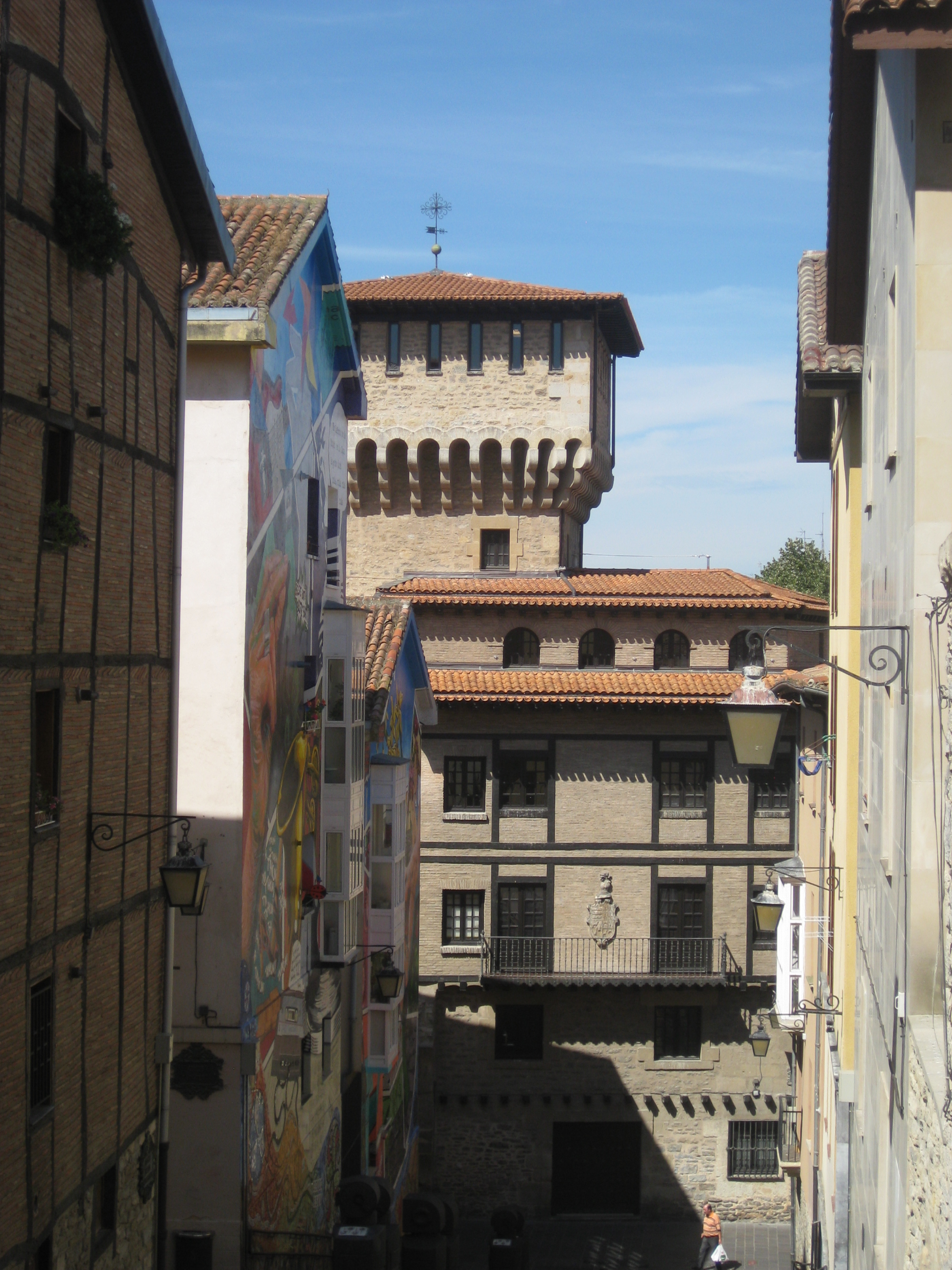
Cantón de las Carnicerías.

Alde Zaharra (en castellà Casco Viejo) és un barri de la ciutat de Vitòria (Àlaba). Té una població de 9.824 habitants (2008). Limita al sud amb el Zabalgunea (Eixample), a l'oest amb Lovaina i Koroatzea; al nord amb Zaramaga i a l'est amb Anglo-Vasco.

## Situació
Abasta el perímetre de la vella ciutat medieval emmurallada. El barri, que té forma d'ametlla, està situat sobre un pujol i sobre els vessants d'aquesta. Al voltant del mateix ha crescut la ciutat de forma radial per les zones planes que envolten aquest pujol.

## Història
La ciutat va estar pràcticament constreta al que actualment és el Nucli Antic des de la seva fundació a la fi del segle xii fins a finals del segle xviii. Per això posseeix bona part del patrimoni artístic i arquitectònic de la ciutat.
Pocs llocs tenen com Vitòria nom i cognom. El nom "Nueva Victoria" l'hi dona el rei Sanç VI de Navarra que funda la ciutat en 1181. En aquells dies era una vila emmurallada que representava una avançada defensiva del regne de Navarra. El cognom "Gasteiz" és el del llogaret que se situava en el pujol.
Vitòria sempre ha gaudit històricament d'una posició estratègica perquè es troba en el camí més curt entre l'altiplà castellà i el nord d'Europa. Al llarg de la seva història ha tingut sempre un marcat caràcter comercial. Ja en el segle xiii els historiadors constaten que se celebraven tres mercats setmanals i des de 1399, dues fires anuals que congregaven nombrosos visitants. Una altra important característica històrica de la ciutat és el seu fur, en el qual es declarava a tots els seus habitants d'una mateixa condició, sense distinció entre nobles i plebeus.
El nucli històric, declarat Conjunt Monumental en 1997, que conserva intacte el seu traçat medieval. 3 premis Europa Nostra avalen el treball realitzat en la rehabilitació i recuperació d'espais i edificis emblemàtics de l'Ametlla Medieval.